# Кароліс Дінейка
Кароліс Вінцевич Дінейка (лит. Karolis Dineika; 15 березня 1898, Рига — 13 серпня 1980, Друскінінкай) — литовський і радянський фізіолог, психолог, фахівець у галузі лікувальної фізкультури і масажу. Заслужений діяч охорони здоров'я Литовської РСР.

## Книги українською мовою
- Дінейка, Кароліс. Рух, дихання, психофізичне тренування: науково-популярна література / 2-е видання, перероблене і доповнене — Київ: Здоров'я, 1988. — 176 сторінок — ISBN 5-311-00024-4. Тираж 80 000.